# Rock Bottom (album de Robert Wyatt)
Pour les articles homonymes, voir Rock Bottom.
Albums de Robert Wyatt
The End of an Ear
(1970) Ruth Is Stranger Than Richard
(1975)
Rock Bottom est le second album solo de Robert Wyatt, le premier après son départ de Soft Machine, sorti en 1974.

## Historique
À la suite d'un accident qui l'a laissé paralysé des membres inférieurs (une chute de plusieurs étages survenue lors d'une soirée), Wyatt a abandonné son travail au sein du groupe Matching Mole, étant dans l'incapacité de continuer à jouer de la batterie'. Une partie des chansons commencées pour le troisième album de Matching Mole est alors transformée et finalisée pour cet album durant le temps qu'il passe à l'hôpital après l'accident. Son histoire d'amour avec Alfreda Benge, dit « Alif » est déterminante pour l'inpiration créative de l'album. 
L'album a été produit par Nick Mason du groupe Pink Floyd. Il s'agit du premier album solo après son départ de Soft Machine. Il s'impose comme un classique de l’École de Canterbury.
En 2025, Le film d'animation Rock Bottom de Maria Trénor rend hommage à la genèse de cet album.

## Liste des chansons
1. Sea Song – 6:31
2. A Last Straw – 5:46
3. Little Red Riding Hood Hit the Road – 7:40
4. Alifib – 6:55
5. Alife – 6:31
6. Little Red Robin Hood Hit the Road – 6:08

## Personnel
- Robert Wyatt : chant, claviers, James' drum[4].
- Mike Oldfield : guitare[5].
- Hugh Hopper : basse.
- Richard Sinclair : basse.
- Laurie Allan : batterie.
- Ivor Cutler : voix, concertina.
- Mongezi Feza : trompette.
- Alfreda Benge : chant.
- Gary Windo : clarinette basse, saxophone ténor.
- Fred Frith : alto, piano.
- Nick Mason : producteur.